# جون ن. ليتل
جون ن. ليتل (بالإنجليزية: John N. Little) هو الرئيس والمؤسس المشاركلشركة ماثووركس. وقد شارك في إعادة كتابة ماتلاب بلغة السي بدلا من النسخة المكتوبة بالفورتران التي كتبها كليف مولير. وشارك أيضا في كتابة برنامج صندوق أدوات معالجة الإشارات وصندوق أدوات نظم التحكم.
هو زميل لجمعية مهندسي الكهرباء والإلكترونيات وأحد أمناء مجلس ماساتشوستس للقيادة البرمجية. حصل على درجة البكالوريوس في الهندسة الكهربية وعلوم الحاسب من معهد ماساتشوستس للتكنولوجيا عام 1978، وعلى درجة الماجستير من جامعة ستانفورد عام 1980. 

يكتب ويتحدث عن الحوسبة التقنية والتصميم المبني على نموذج وتنظيم المشاريع وقضايا صناعة البرمجيات.

## وصلات خارجية
سيرته الذاتية بالإنجليزية على موقع ماثووركس